# Pfaffhausen
Pfaffhausen (o Pffaffhausen; toponimo tedesco) è una frazione del comune svizzero di Fällanden, nel Canton Zurigo (distretto di Uster).

## Geografia fisica
Pfaffhausen si trova nella valle situata tra il fianco settentrionale dell'Öschbrig e quello sudorientale dell'Adlisberg. Pfaffhausen confina con il quartiere di Zurigo Witikon a ovest, l'insediamento di Binz (appartenente a Maur) a sud, e l'insediamento di Benglen, anch'esso parte di Fällanden, a est.

## Infrastrutture e trasporti
È raggiungibile facilmente con i mezzi pubblici (autobus 701, 703 e 704) da Zurigo, Maur e Schwerzenbach.

## Amministrazione
Ogni famiglia originaria del luogo fa parte del cosiddetto comune patriziale e ha la responsabilità della manutenzione di ogni bene ricadente all'interno dei confini del comune.